# Listă de scriitori canadieni
Aceasta este o listă de scriitori canadieni.

## A
- Barbara Amiel
- Margaret Atwood

## C
- Leonard Cohen

## G
- Lisa Gabriele

## K
- Raymond Knister

## M
- Yann Martel
- Alice Munro

## O
- Michael Ondaatje

## P
- Daniel Poliquin

## S
- Richard Scrimger

## Vezi și
- Listă de scriitori canadieni de literatură științifico-fantastică și fantastică